# Marquis de Londonderry

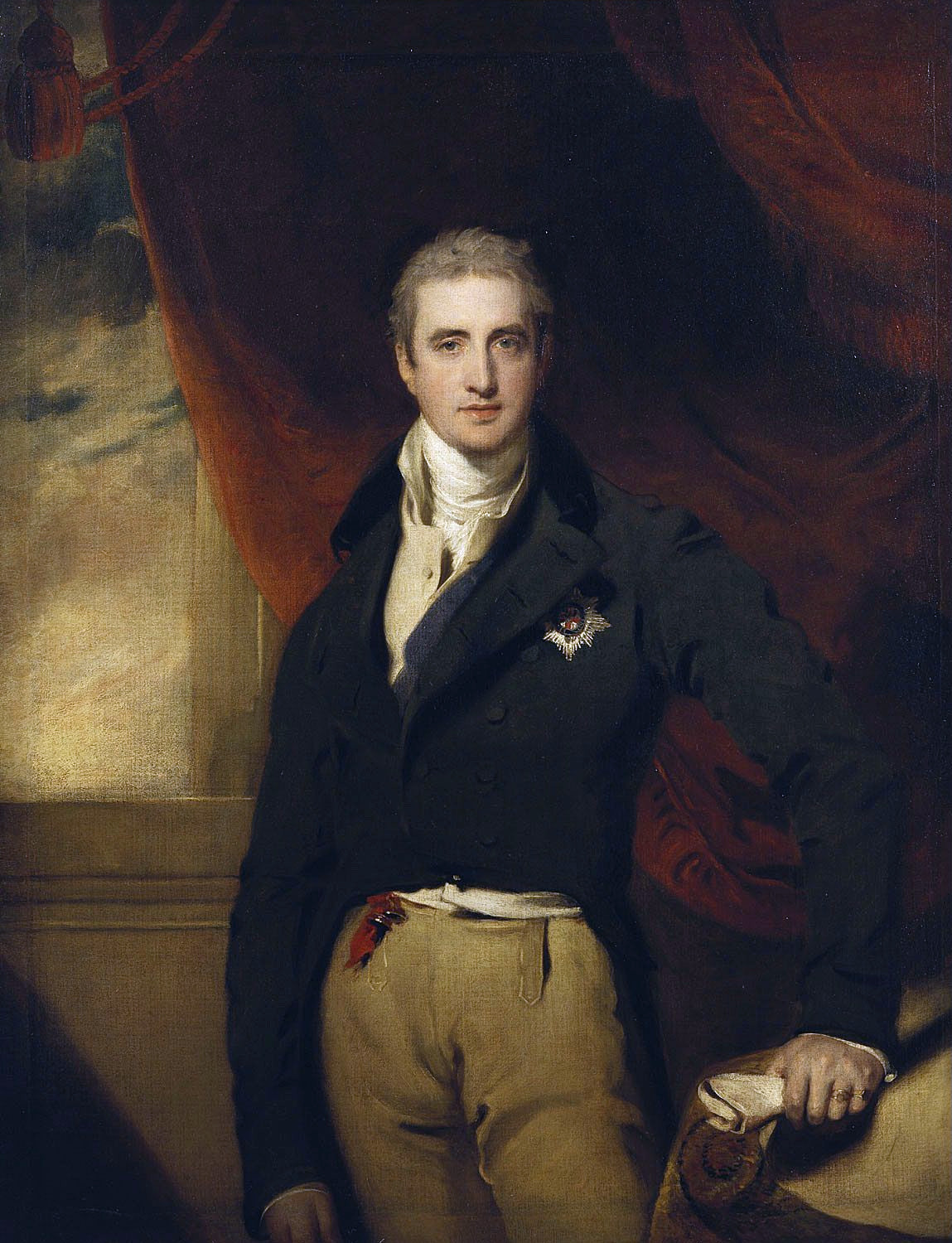
Portrait de Robert Stewart, 2e Marquis de Londonderry

Le titre de marquis de Londonderry appartient à la pairie d'Irlande. Il a été créé en 1816 pour Robert Stewart (1739-1821). Celui-ci avait déjà été fait baron Londonderry en 1789, vicomte Castlereagh en 1795 et comte de Londonderry en 1796, aussi dans la pairie d'Irlande.
Le troisième marquis, Charles Vane, succède à son demi-frère en 1822. Il avait pris le patronyme de sa seconde épouse et changé son nom de Stewart à Vane en 1819. Il est créé baron Stewart, de Stewart's Court et Ballylawn dans le comté de Donegal en 1814, vicomte Seaham et comte Vane (1823), tous ces titres dans la pairie du Royaume-Uni.

## Liste des marquis de Londonderry (1816)
- 1816-1821 : Robert Stewart (1739-1821), baron Londonderry (1789), vicomte Castlereagh (1795) et comte de Londonderry (1796) ;
- 1821-1822 : Robert Stewart (1769-1822), connu longtemps comme vicomte Castlereagh. Fils du précédent ;
- 1822-1854 : Charles Vane (1778-1854), demi-frère du précédent ;
- 1854-1872 : Frederick Stewart (1805-1872), fils du précédent ;
- 1872-1884 : George Vane-Tempest (1821-1884), 2e comte Vane, demi-frère du précédent ;
- 1884-1915 : Charles Vane-Tempest-Stewart (1852-1915), fils du précédent ;
- 1915-1949 : Charles Vane-Tempest-Stewart (1878-1949); fils du précédent ;
- 1949-1955 : Robin Vane-Tempest-Stewart (1902-1955), fils du précédent ;
- 1955-2012 : Alexander Vane-Tempest-Stewart (1937-2012), fils du précédent.
- Depuis 2012 : Frederick Vane-Tempest-Stewart (en) (né en 1972), fils du précédent.

Son héritier apparent est son frère Reginald Alexander Vane-Tempest-Stewart (né en 1977).
L'héritier présumé de l'héritier présomptif est son fils Robin Gabriel Vane-Tempest-Stewart (né en 2004).